# Störlinge
Störlinge ist eine Ortschaft (småort) auf der schwedischen Ostseeinsel Öland. Der Ort gehört zur Gemeinde Borgholm.

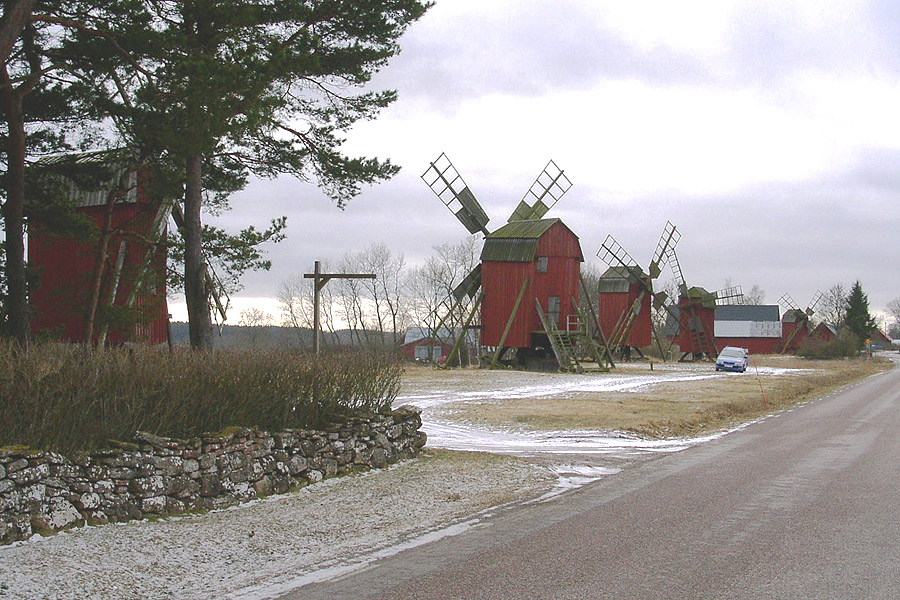
Mühlen von Störlinge

Der Ort zieht sich als Straßendorf von Nord nach Süd an der östlichen Küstenstraße Ölands entlang. Im Süden grenzt der Ort Gärdslösa an.
Bekannt ist Störlinge für die Mühlen von Störlinge, eine Reihe von Windmühlen entlang der Hauptstraße, die wegen ihres für Öland typischen Erscheinungsbildes als eine der Sehenswürdigkeiten der Insel gilt. Östlich des Ortes befindet sich der prähistorische Grabhügel Tjushög.